# 어나니머스 아티스트
어나니머스 아티스트는 익명 주제를 활용하여 신진 아티스트가 보유한 인지도를 서로 공유함으로써, 음악의 대중 접근성을 높이는 아티스트 공유 브랜드이다.

## '어나니머스 아티스트' 탄생 계기
아티스트의 외적인 면을 배제한 채 음악만으로 자신을 소개할 수 있는 방법은 '익명'이라고 생각했다. '익명'을 주제로 다양한 아티스트들과 브랜드를 함께 사용함으로써 하나의 인지도를 공유할 수 있다는 의미를 가미한 'Anonymous artists(익명의 아티스트들)'이 탄생.

## '어나니머스 아티스트' 소개
실력 있는 아티스트의 음원을 하나의 이름으로 2주 단위로 디지털 싱글을 발행. 발매되는 음원은 SNS 상의 공개된 곡들의 대중 데이터를 수집하여 분석, 이중에서 가능성 있는 음원들을 선발하여 진행한다.

## 아티스트 소개
Yella - 옐라
Rheehab - 리햅
Chanakorea - 박찬하 (포레스트)
Lay.bn - 레이븐
Bamsem - 밤샘
D’sperado - 디스페라도
EXN - 이엑센
Jayci yucca - 제이씨 유카
JUNNY - 주니
BiNTAGE - 빈티지
FR:EDEN - 프리든
H:SEAN - 허션
oceanfromtheblue - 오션
dana kim - 다나킴
Red House - 레드하우스
POY Muzeum - 포이 뮤지엄
Dopein - 도핀
Lutto - 루또
ACACY - 아카시
Dino.T - 다이노티
Brown Tigger - 브라운 티거
bananaboi - 바나나보이
Artinb - 알틴비
VANSPACE - 한다윗
쭈노 다이스키
vankushuma - 반쿠슈마

## 앨범 목록
BLUE (Art. YELLA (옐라)) 
Knock (Art. Bamsem (밤샘)) 
꺼내줘 (Art. FR:EDEN (프리든)) 
playtoy (Art. BAYLEE (베이리))
가자! (Art. Chanakorea (박찬하))
네가 떠나면 (Art. Rheehab (리햅))
OASIS. (Art. B JYUN.)
Comfort Zone (Art .BiNTAGE (빈티지))
Wavy-! (Art. 쭈노 다이스키)
비슷해 (Art. bananaboi)(Feat. dana kim)
솔직히 (Art. Artinb (알틴비))
Painting (Art. Lay.bn (레이븐))
ok (Art. EXN (이엑센)) 
Dreaming (Art. JUNNY (주니))
Down For You (Art. 한다윗)
O/W (Art. d'sperado (디스페라도)) 
마음이 끝나서 (Art. 김자경) 
어울려 (Art. Jayci yucca (제이씨 유카)) 
Loving you (Art. oceanfromtheblue (오션)) 
Gravity (Art. Red house (레드하우스)) 
Dither (Art. yelloasis & JUNNY) 
d--drive (Art. vankushuma (반쿠슈마)) 
process (Art. H:SEAN (허션)) 
hope (Art. vankushuma (반쿠슈마))(prod. OrO) 
ODETTE (Art. ACACY)(Feat. Dopein) 
Tik Tok (Art. POY Muzeum (포이 뮤지엄)) 
Time to Shine (Art. Brown Tigger (브라운티거)) 
듣지도 않을 기도 (Art. Dino.T (다이노티)) 
왔다갔다 46분 (Art. Lutto (루또)) 
Laputa (Art. 쭈노 다이스키) 
Medusa (Art. 쭈노 다이스키)